# Вашаш
«Вашаш» — угорський футбольний клуб з міста Будапешт, який виступає в чемпіонаті Угорщини. Заснований у 1911 році працівниками металургійної промисловості. Є шестиразовим  чемпіоном країни і чотириразовим володарем національного Кубка.

## Досягнення
- Чемпіон Угорщини (6): 1957, 1961, 1962, 1965, 1966, 1977,
- Володар Кубка Угорщини (4): 1955, 1973, 1981, 1986
- Володар Кубка Мітропи (6): 1956, 1957, 1962, 1965, 1970, 1983
- Півфіналіст Кубка європейських чемпіонів (1): 1958